# خاویر فلورنسیو
خاویر فلورنسیو (اسپانیایی: Xavier Florencio‎؛ زادهٔ ۲۶ دسامبر ۱۹۷۹) دوچرخه‌سوار اهل اسپانیا است.
از باشگاه‌هایی که در آن رکاب زده‌است می‌توان به تیم اونسه، تیم دوچرخه‌سواری دیرکت انرژی، سونیر دوال-پرودیر، و تیم کاتیوشا–آلپتسین اشاره کرد.